# Unam-dong
Unam-dong (koreanska: 운암동) är en stadsdel i Sydkorea. Den ligger i stadsdistriktet Buk-gu i staden Gwangju, i den sydvästra delen av landet, 270 km söder om huvudstaden Seoul.

## Indelning
Administrativt är Unam-dong indelat i:
| Namn    | Namn             | Yta km² | Invånare 31 dec 2020 |
| ------- | ---------------- | ------- | -------------------- |
| 운암1동 | Unam 1(il)-dong  | 1,04    | 19 547               |
| 운암2동 | Unam 2(i)-dong   | 1,20    | 12 504               |
| 운암3동 | Unam 3(sam)-dong | 1,28    | 13 225               |